# Resolució 454 del Consell de Seguretat de les Nacions Unides
La Resolució 454 del Consell de Seguretat de les Nacions Unides, aprovada el 2 de novembre de 1979 després d'escoltar les representacions de la República Popular d'Angola, el Consell va recordar les resolucions  387 (1976) i 447 (1978) i condemnà Sud-àfrica per les seves incursions contínues en violació directa de les resolucions anteriors.
El Consell va exigir Sud-àfrica respectar la integritat territorial d'Angola, i va cridar Sud-àfrica a deixar d'utilitzar el territori d'Àfrica del Sud-oest com a base per atacar Angola i altres estats africans. La resolució demanava als Estats membres que oferissin suport immediat a Angola per tal d'enfortir les seves capacitats de defensa.
La Resolució del Consell 454 va ser adoptada per 12 vots a favor i cap en contra; França, el Regne Unit i els Estats Units es van abstenir.